# Optical viewfinder
Cet article court présente un sujet plus développé dans : Viseur (photographie).

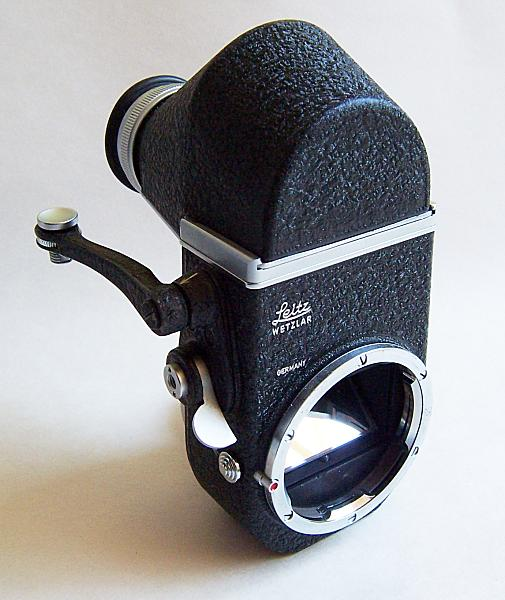
Leica Visoflex II (1960)

Dans les appareils photo reflex, le viseur est optique, permettant de voir l'image qui passe à travers l'objectif de l'appareil. On retrouve dans le jargon photographique l'abréviation OVF. En opposition avec l'OVF, on trouve l'electronic viewfinder (EVF).